# Villa Arnaga

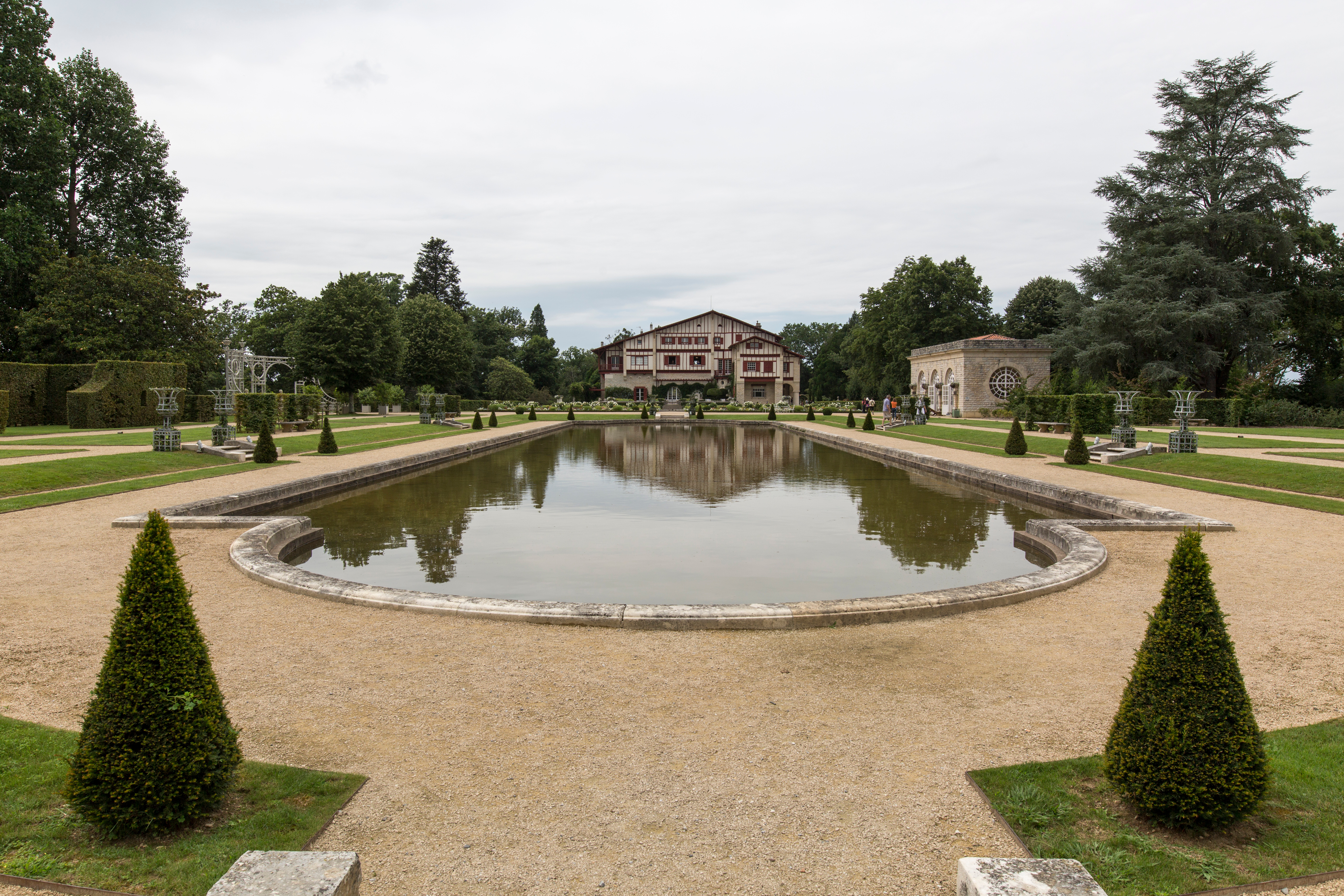
Villa Arnaga e il giardino circostante

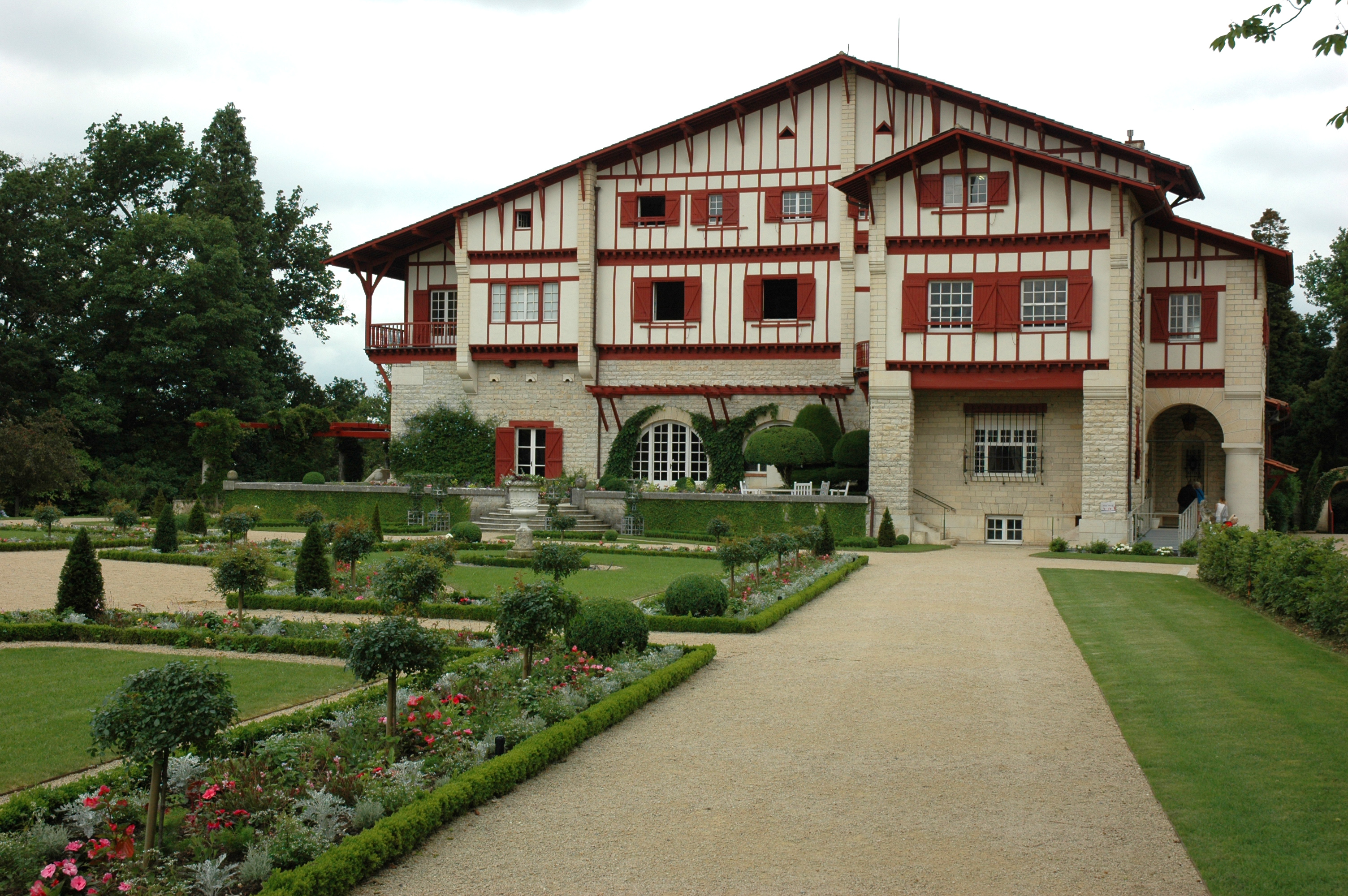
La facciata principale di Villa Arnaga

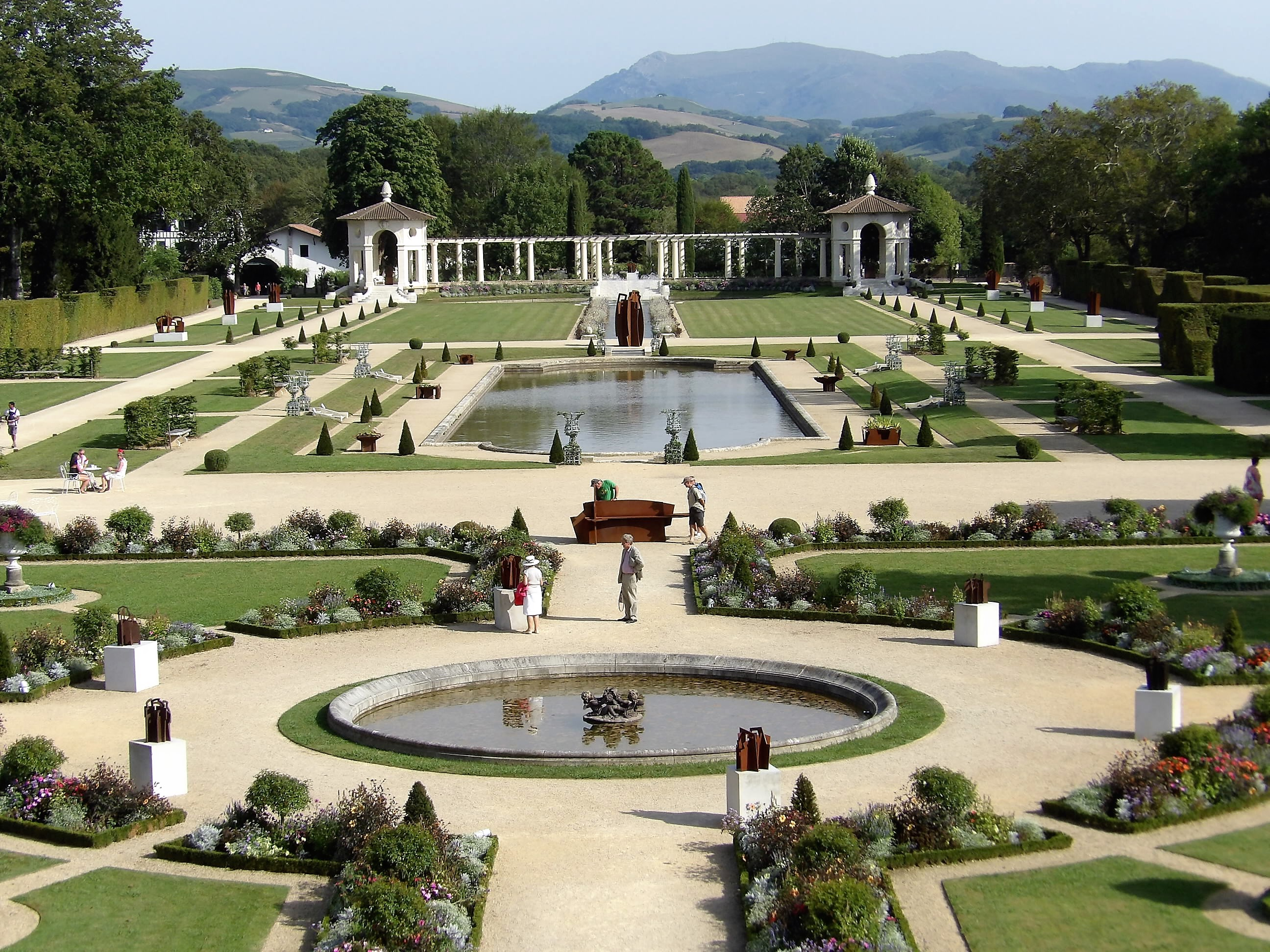
I giardini di Villa Arnaga

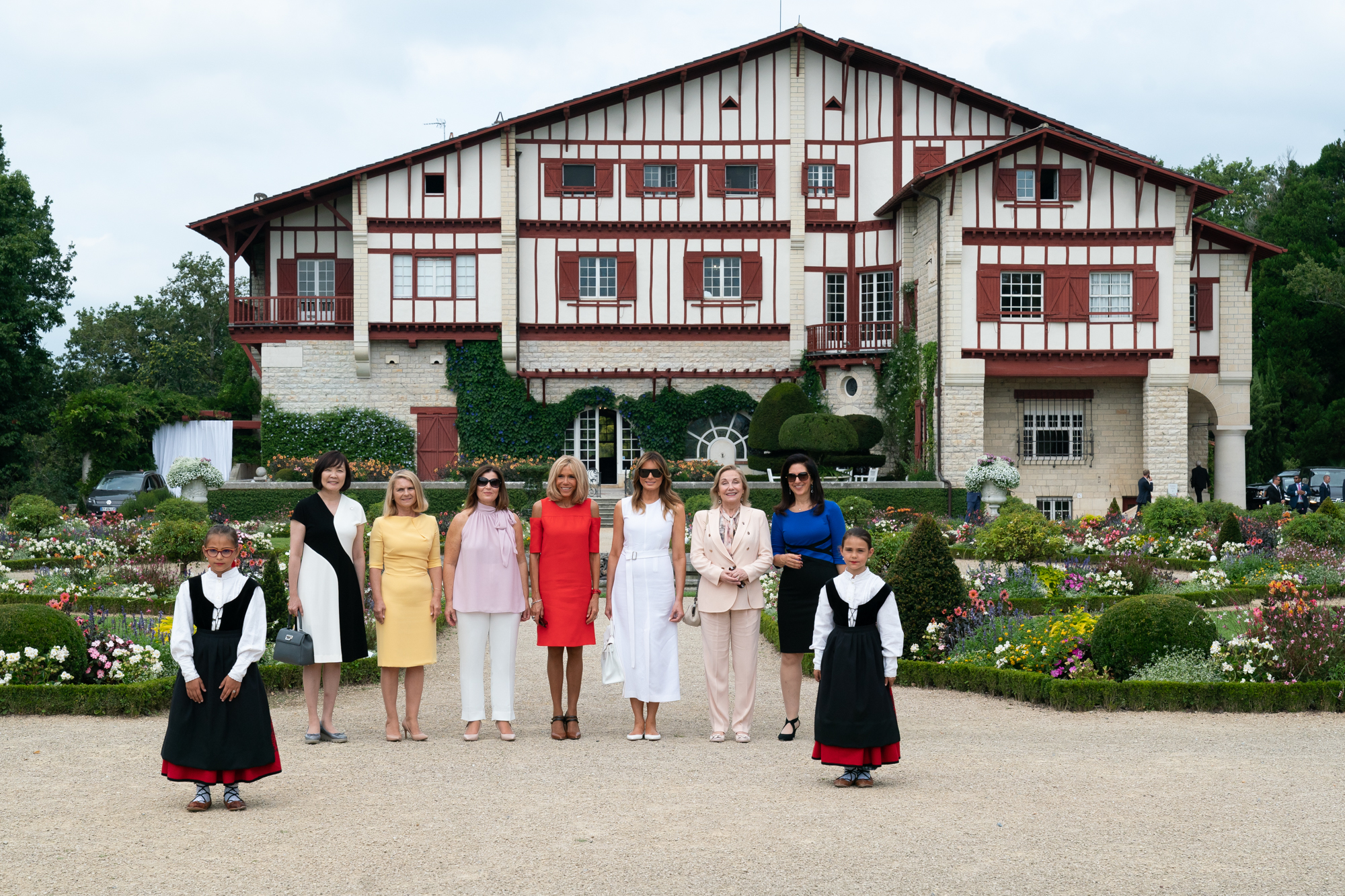
Melania Trump e altre first lady in visita a Villa Arnaga in occasione del G7 di Biarritz del 2019

Villa Arnaga è una storica residenza in stile neo-basco della cittadina francese di Cambo-les-Bains, nel dipartimento dei Pirenei Atlantici (regione della Nuova Aquitania, Francia sud-occidentale), realizzata tra il 1903 e il 1906 su progetto dell'architetto Joseph Albert Tournaire e appartenuta allo scrittore Edmond Rostand.
Classificata come monumento storico, la villa è sede del Museo Rostand.

## Storia
Edmond Rostand giunse nella località termale di Cambo-les-Bains nell'autunno del 1900  su suggerimento del Dottor Grancher per curare una pleurite, che lo scrittore aveva contratto durante la messa in scena delle repliche della sua opera teatrale L'Aiglon. In seguito, nel gennaio del 1902 Rostand decise di stabilirsi definitivamente nella cittadina e di costruirvi una propria residenza.
Il 15 luglio dello stesso anno, Rostand, grazie ai proventi derivati dai diritti del suo romanzo Cyrano de Bergerac, acquistò quindi un terreno in loco e incaricò l'architetto Joseph Albert Tournaire (che aveva già realizzato la cassa di risparmio di Marsiglia) di progettare l'edificio.  La costruzione iniziò nel 1903 e durò tre anni.
Rostand incaricò poi vari artisti, quali Georges Delaw, Caro Delvaille, Hélène Dufau, Gaston Latouche, Henri Martin e Jean Veber, di decorare gli interni con i loro dipinti.
Sei anni dopo la costruzione della villa, venne realizzato nel parco circostante un canale e un pergolato.
Nel 1923, cinque anni dopo la morte di Rostand, la villa venne ceduta dagli eredi di quest'ultimo a Souza Costa. Souza Costa incaricò l'architetto Truffaut di realizzare un nuovo giardino su modello di quello della reggia di Versailles: il progetto però non convinse Truffaut e Souza Costa riaffidò il progetto all'architetto di Biarritz Jean Rossiaud.
Dopo la morte di Souza Cousta, la villa venne ceduta dalla vedova di quest'ultimo a un parigino nel 1946. In seguito, nel 1960 o 1961, la tenuta venne acquistata dal comune di Cambo-les-Bains, che fece installare in loco dei giochi di luci e acqua.
Nel 1995 la residenza fu classificata come monumento storico. Tra il 2012 e il 2015, i giardini della villa furono sottoposti a un'opera di restauro sotto la direzione di Bernard Voinchet.
Nel 2019, in occasione del G7 di Biarritz fecero visita a Villa Arnaga varie first lady, tra cui Brigitte Macron e Melania Trump.

## Architettura
La tenuta ricopre un'area di 12 ettari e si estende su un promontorio.
La villa è circondata da un giardino alla francese e di un giardino all'inglese con fontane, grotte e cascate.